# Tasmanicosa tasmanica
Tasmanicosa tasmanica är en spindelart som först beskrevs av Henry Roughton Hogg 1905.  Tasmanicosa tasmanica ingår i släktet Tasmanicosa och familjen vargspindlar.
Artens utbredningsområde är Tasmanien. Inga underarter finns listade i Catalogue of Life.